# Ernst Albrecht
Ernst Albrecht   (Düsseldorf, 12 de novembre de 1907 - Düsseldorf, 26 de març de 1976) fou un futbolista alemany. Va formar part de l'equip alemany a la Copa del Món de 1934.
El 1928 va prendre part en els Jocs Olímpics d'Amsterdam, on quedà eliminat en quarts de final en la competició de futbol. Amb la selecció nacional jugà 17 partits, en què marcà 4 gols, entre 1928 i 1934. A nivell de clubs jugà tota la seva carrera, entre 1923 i 1944, amb el Fortuna Düsseldorf, amb qui el 1933 es proclamà campió d'Alemanya, l'únic títol de lliga del club.